# New Car Assessment Program

Logo des Euro NCAP

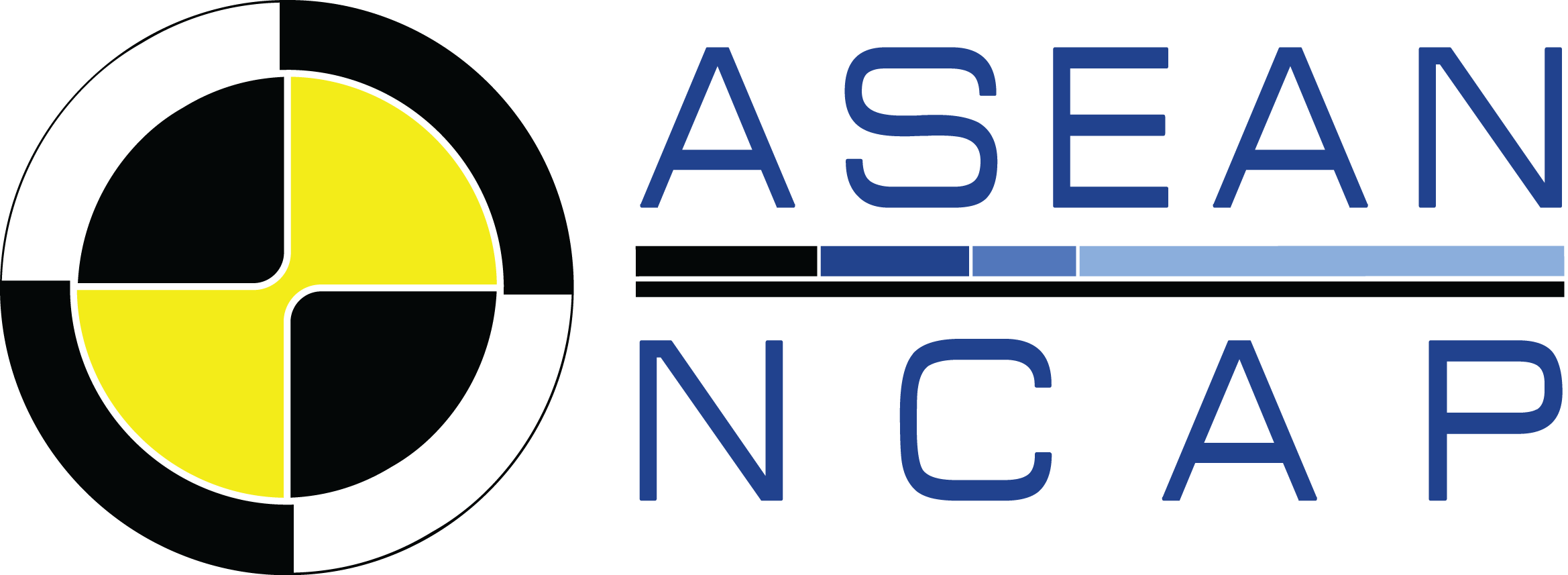
Logo des ASEAN NCAP

Ein NCAP (New Car Assessment Program(me), deutsch etwa: „Neuwagen-Bewertungs-Programm“) soll Automobilkäufern und Kraftfahrzeugherstellern eine realistische und unabhängige Beurteilung der Sicherheitsmerkmale einiger der meistverkauften Fahrzeuge geben und führt hierzu auch standardisierte Crashtests von Automobilen durch.
Es wird unterschieden zwischen:
| Bezeichnung                                                                | Kürzel              | Gründungsjahr         | Sitz                           |
| -------------------------------------------------------------------------- | ------------------- | --------------------- | ------------------------------ |
| United States New Car Assessment Program                                   | US NCAP (U.S. NCAP) | 1978                  | Washington, D.C., USA          |
| Insurance Institute for Highway Safety                                     | IIHS                | 1959, Ratings ab 1995 | Arlington, USA                 |
| Australasian New Car Assessment Program                                    | ANCAP               | 1993                  | Canberra, Australien           |
| Japan New Car Assessment Programme                                         | JNCAP               | 1995                  | Tokio, Japan                   |
| European New Car Assessment Programme                                      | Euro NCAP           | 1997                  | Brüssel, Belgien               |
| Korean New Car Assessment Programme                                        | KNCAP               | 1999                  | Seoul, Südkorea                |
| China – New Car Assessment Programme                                       | C-NCAP              | 2006                  | Tianjin, China                 |
| Programa de Evaluación de Vehículos Nuevos para América Latina y el Caribe | Latin NCAP          | 2010                  | Montevideo, Uruguay            |
| New Car Assessment Program for Southeast Asia                              | ASEAN NCAP          | 2011                  | Kajang (Selangor), Malaysia    |
| Global New Car Assessment Programme                                        | GNCAP               | 2011                  | London, Vereinigtes Königreich |
| Bharat New Vehicle Safety Assessment Program                               | BNVSAP              | 2017                  | tbd                            |